# 多納·帕茲號
多納·帕茲號（英語：MV Doña Paz），又稱帕茲女士號，是一艘菲律賓籍渡輪，於1987年12月20日在民馬羅巴區的塔布拉斯海峽海域和同屬菲律賓籍的小型油船維克托號（640噸）相撞後引發大火後沉沒。
該船由日本廣島的尾道造船建造，於1963年4月25日下水，當時船名為「姬百合丸」，載客量為608人，由日本的RKK Line公司營運鹿兒島市至那霸市與東京至那霸市航線。1975年10月，姬百合丸被蘇爾皮西歐航運收購，更名為唐·蘇爾皮西歐號（Don Sulpicio）。 1979年6月船上發生火災，本欲報廢，但整修後更名為多納·帕茲號。
1987年12月20日，多納·帕茲號從萊特島的塔克洛班前往馬尼拉，嚴重超載，至少有2,000名乘客未列在名單。在晚上10點左右與載運汽油的維克托號相撞，瞬間起火並蔓延到多納·帕茲號，兩船都沒有發出求救信號（據稱多納·帕茲號沒有無線電，而且救生衣被鎖起來），而汽油洩漏在周圍海面燃起大火，令跳海逃生的人也被火焰吞沒。估計有4,386人死亡，原始報告僅24人生還（但後來又出現一名倖存者，事發當時並未被報導，故生還者增為25人），被認為是非戰爭時期最大的海難事故。

## 外部連結
- Photograph of the MV Doña Paz (Courtesy of the Philippine Ship Spotters Society) （页面存档备份，存于）
- DNV Annex 1 Passenger vessel Evacuation descriptions P36 （页面存档备份，存于）
- Mimar Ship Index - Ship ownership history（页面存档备份，存于）
- Newsflash - Experts Cite Perils of Roll-Off, Roll-On (Ro-Ro) Ferries （页面存档备份，存于）
- Sulpicio Lines vessels in major marine mishaps （页面存档备份，存于）
- Hazardcards: Doña Paz
- To vαυάγιο του MV Doña Paz 20η Δεκεμβρίου του 1987Archive.today的存檔，存档日期2016-07-16

1. ↑  . 2019-04-01  [2020-08-07]. （原始内容存档于April 1, 2019）.
2. ↑  . Encyclopedia Britannica.   [2020-08-07]. （原始内容存档于2022-05-20） （英语）.